# Єлизаветівка (Дніпровський район)
Єлизаве́тівка (раніше — Лисаветівка) — село в Україні, у Петриківській селищній громаді Дніпровського району Дніпропетровської області.

## Географія
Село Єлизаветівка площею 10374 га розташоване на правому березі річки Оріль, за 5 км від Кам'янського водосховища (між селом та Дніпром знаходиться велике озеро Блакитне), вище за течією на відстані 2,5 км розташоване село Сотницьке, на відстані 2,5 км розташовані смт Курилівка та мікрорайон Лівий Берег міста Кам'янське. Навколо села кілька озер. Через село проходить автошлях територіального значення Т 0414. Поруч проходить залізниця, за 2 км — станція Кам'янське-Лівобережне на лінії Нижньодніпровськ-Вузол — Верхівцеве.
Село Єлизаветівка налічує 1079 дворів.

## Археологія
Археологи дослідили у Єлизаветівці курганні поховання кочівників-половців (XI—XIII століть).

## Історія
Перші згадки про поселення людей на території сучасної Єлизаветівки відносять до 1554 року і пов'язують з ім'ям Дмитра Вишневецького.
Восени 1772 року на високому березі Бовтівки з'явились перші селянські хати, було побудовано 163 двори. Побудував село пан Завадовський і дав назву Єлизаветівка, у честь імператриці Єлизавети Петрівни, від якої він отримав чини і землі. Перші жителі села були переселенці з села Бригадирівка. Навесні, при розливах річки Дніпро, село Бригадирівка заливало водою. Це ж траплялось і восени, коли йшли великі дощі. Також воно було оточене пісками, і в суху погоду землі засмічувались пісками. Все це створювало значні труднощі і непевність у веденні господарства. У зв'язку з цими несприятливими для життя умовами, селяни поступово залишали старі місця і відходили далі від Дніпра. Історично лежала над заплавою Солоний Ноздранак.
1886 року в селі мешкало 2052 особи у 375 подвір'ях. Тут були волосна управа, православна церква, школа, земська поштова станція, 3 ярмарки. Слобода була центром Лисаветівської першої волості Новомосковського повіту.
День села — 23 вересня, збігається з днем визволення Єлизаветівки від німецько-фашистських загарбників 23 вересня 1943 року.
12 червня 2020 року Постановою Кабінету Міністрів України, в ході децентралізації, Єлизаветівська сільська рада об'єднана з Петриківською селищною громадою.
17 липня 2020 року, в результаті адміністративно-територіальної реформи та ліквідації Петриківського району, село увійшло до складу Дніпровського району.

## Населення
Згідно з переписом УРСР 1989 року чисельність наявного населення села становила 2375 осіб, з яких 1063 чоловіки та 1312 жінок.
За переписом населення України 2001 року в селі мешкало 2399 осіб.

### Мова
Розподіл населення за рідною мовою за даними перепису 2001 року:
| Мова            | Кількість | Відсоток |
| --------------- | --------- | -------- |
| українська      | 2261      | 92.70%   |
| російська       | 166       | 6.80%    |
| білоруська      | 6         | 0.25%    |
| інші/не вказали | 6         | 0.25%    |
| Усього          | 2439      | 100%     |

## Економіка
- ПрАТ «Оріль-Лідер»
- База відпочинку «Заїмка»
- Тепличний комбінат «Дніпровський»
- ДП «Мега Пак»
- ТОВ «Гарт»
- ТОВ «Зібрання-Про-Південь»
- Хлібзавод № 3
- ТОВ «Малті Снек Продакшн»

## Об'єкти соціальної сфери
- Школа Єлизаветівська СЗШ [Архівовано 4 листопада 2016 у Wayback Machine.]
- Дитячий садок
- Амбулаторія
- Клуб

## Уродженці
- Дубина Олег Вікторович (1959) — український політик і бізнесмен, голова правління «Нафтогаз України».
- Оровецький Павло Андрійович (1905—1976) — український письменник, автор повістей «Серце солдата» (1958), «Рубіновий промінь» (1965), «Загибель Полоза» (1969), романів «Друга зустріч» (1960), «Глибока розвідка» (1963), «Береги життя» (1971), збірок нарисів тощо.
- Онуфрієнко Лука Григорович (1911—1988) — український вчений-гідролог, доктор географічних наук.
- Шматченко Михайло Олексійович (1970—2015) — солдат Збройних сил України, учасник російсько-української війни.

## Галерея

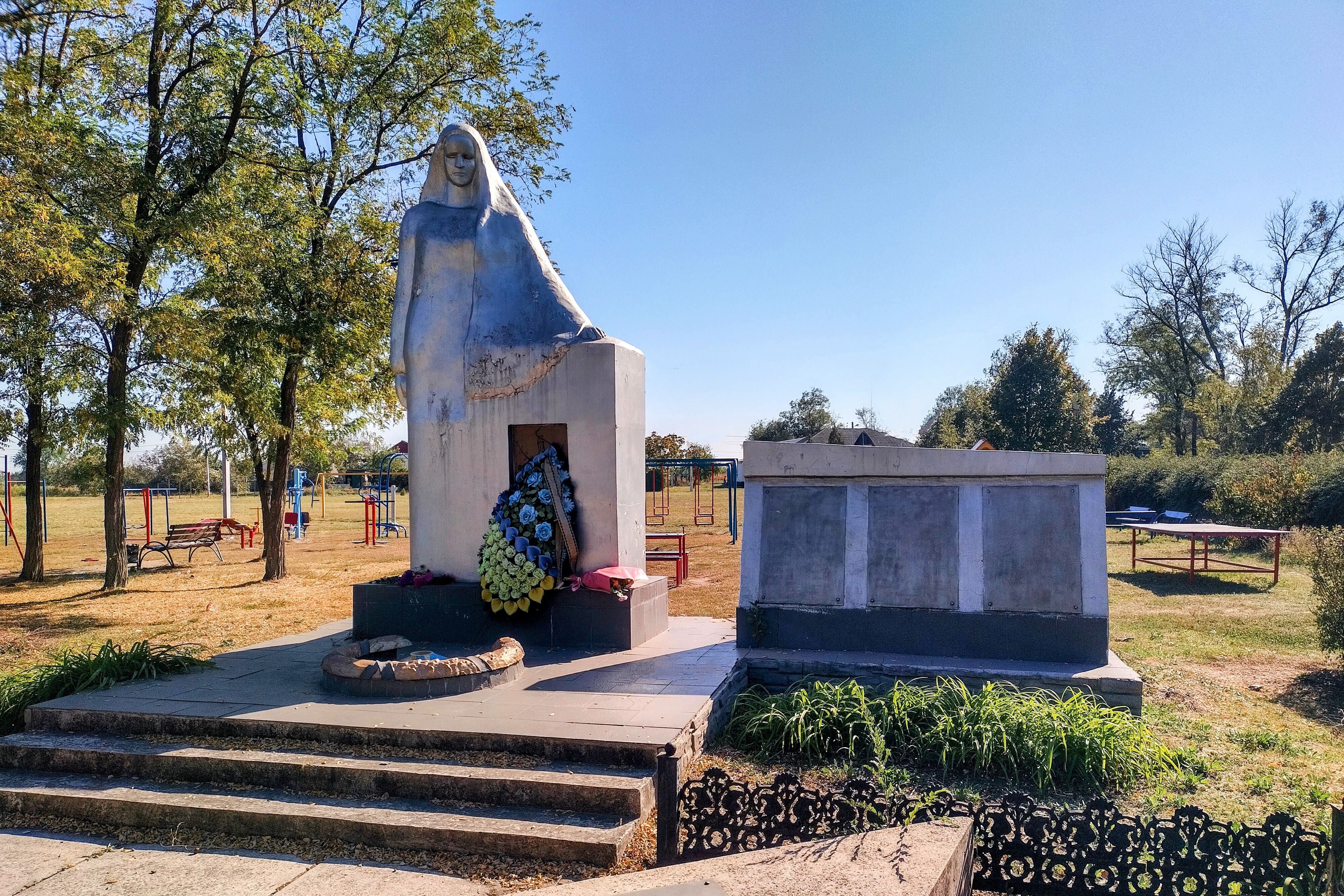
Меморіал "Скорботна мати"
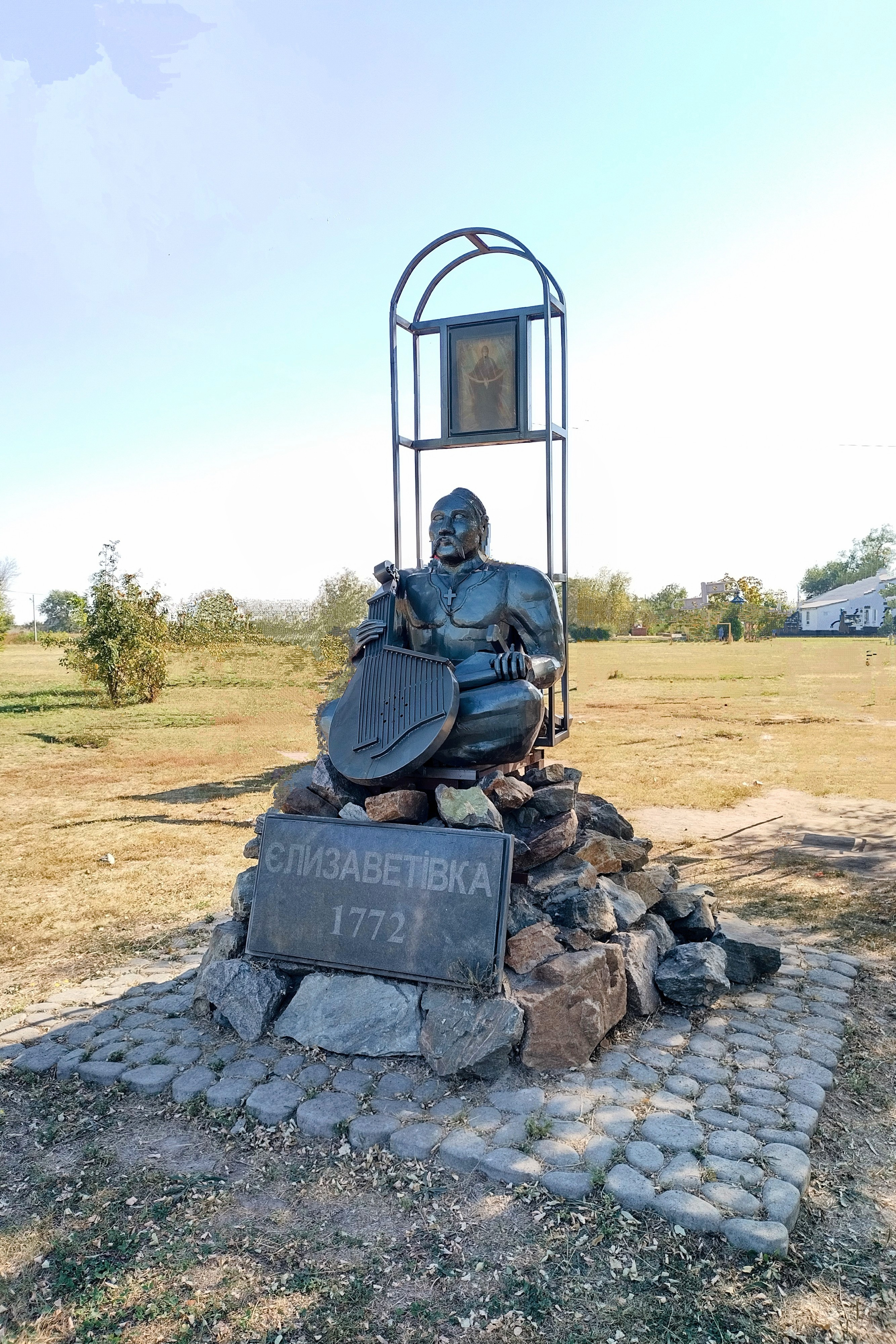
Пам'ятний знак козакам-запорожцям, засновникам села
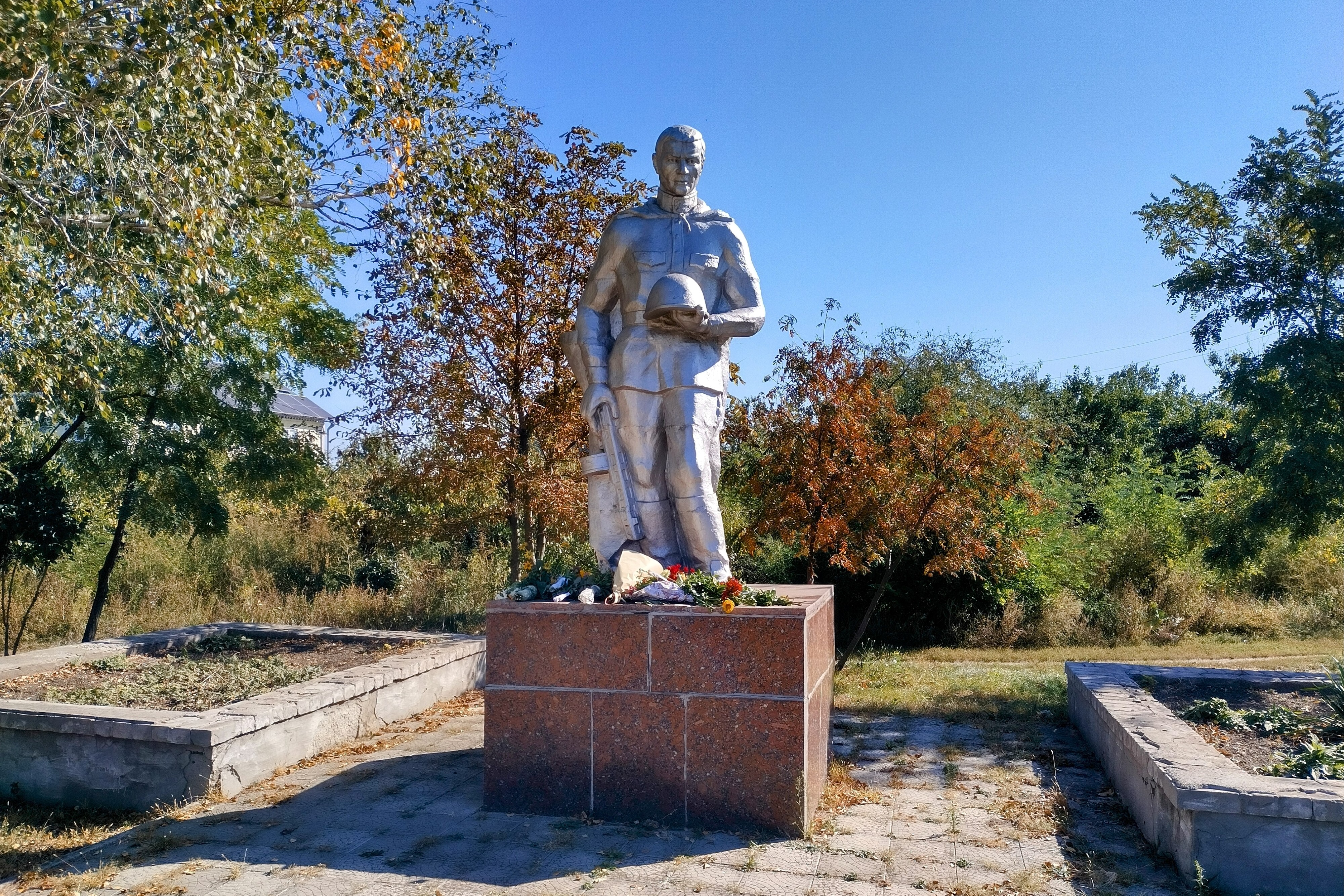
Пам'ятник невідомому солдату